# Vegalarga (Neiva)
Vegalarga es un corregimiento en el este del municipio de Neiva. Limita al norte con el municipio de Tello, al oeste con el corregimiento de Fortalecillas, al sur con el corregimiento de Río de las Ceibas, y al este con el Departamento de Caquetá. Es un corregimiento que ha sido golpeado por el Conflicto armado en Colombia donde los miembros de las FARC han perpetuado 25 ataques en los últimos 10 años para dominarlo. El grupo guerrillero busca conseguir el control de la región por estar ubicado en la ruta que une a Huila, Cundinamarca, Meta y Caquetá.

## Veredas
El corregimiento Vegalarga se divide en 10 veredas:
| Vereda        | Sector    |
| ------------- | --------- |
| Cedral        |           |
| Ahuyamales    | Tabor     |
| Piedramarcada | Yucales   |
| Vegalarga     |           |
| Colegio       |           |
| San Antonio   | Las Pavas |
| Santa Lucía   |           |
| Santa Librada | El Roblal |
| Palacios      |           |
| San José      | La Espiga |